# Museu del Prado
El Museu del Prado és un museu d'art considerat un dels millors museus d'art del món, especialment la seva pinacoteca, ja que té una gran col·lecció de pintura espanyola, italiana i flamenca. Està situat a Madrid i és propietat del Ministeri de Cultura d'Espanya. El Museu del Prado, juntament amb el Museu Thyssen-Bornemisza i el Museu d'Art Contemporani Reina Sofia, formen el Triangle d'Or de l'Art de Madrid, que va ser inscrit a la Llista del Patrimoni de la Humanitat de la UNESCO el 2021.

## Història
L'edifici que acull el Museu del Prado va ser concebut inicialment per José Moñino y Redondo, comte de Floridablanca i privat del rei Carles III, dins dels seus afanys il·lustrats, com Gabinet d'Història Natural, en el marc d'una sèrie d'institucions de caràcter científic pensades per al projecte de reurbanització de l'anomenat Saló del Prat.
A aquest efecte, Carles III va comptar amb un dels seus arquitectes preferits, Juan de Villanueva, autor, a més de la seu del Museu, del proper Jardí Botànic. El projecte arquitectònic de l'actual pinacoteca va ser aprovat per Carles III el 1786, va suposar la culminació de la carrera de Villanueva i un dels cims del neoclassicisme espanyol, encara que, atesa la llarga durada de les obres i avatars posteriors, el resultat definitiu es va apartar una mica del disseny inicial. Malgrat que la construcció es va desenvolupar durant els regnats de Carles III i Carles IV, fins al punt que va quedar pràcticament finalitzada a principis del segle xix, l'arribada de les tropes franceses a Espanya i la Guerra del Francès van deixar la seva petjada en l'edifici; es va destinar a fins militars (Caserna de cavalleria) i va caure en un estat gairebé de ruïna total. Les planxes de plom de les teulades van ser foses per a la fabricació de bales.
Només gràcies a l'interès manifestat per Ferran VII i, sobretot, de la seva segona esposa Isabel de Bragança, es va iniciar, a partir de 1818, la recuperació de l'edifici, sobre la base de nous dissenys del mateix Villanueva, substituït a la seva mort pel seu deixeble Antonio López Aguado.
El 19 de novembre de 1819 s'inaugurava discretament el Museu Real de Pintures (primera denominació del museu), que mostrava algunes de les millors peces de les Col·leccions Reals Espanyoles, traslladades des dels distints Reals Llocs. Morta la seva gran impulsora mesos abans, en reconeixement de la seva tasca es batejaria amb el seu nom al saló ovalat (actual Sala 12, de Velázquez) que per aquell temps tenia una balconada des de la qual es podia observar la galeria d'escultura de la planta baixa (després convertida en saló d'actes i actual Sala de les Muses).
Del 1838 fins al 1857 fou director el pintor José de Madrazo.
En aquest començament el museu comptava amb 311 quadres exposats en tres sales, encara que emmagatzemava molts més. En anys successius s'anirien afegint noves sales i obres d'art, destacant la incorporació dels fons del polèmic Museu de la Trinidad, creat a partir d'obres d'art requisades en virtut de la Llei de Desamortització de Mendizábal (1836). Aquest museu es va fusionar amb el Prado el 1872. Després del destronament d'Isabel II el 1868, el Museu Real havia passat a ser nacional, mesura ja irreversible al fusionar-se amb el de la Trinidad.
Durant el segle xix i bona part del xx, el Prado va viure una situació de certa precarietat. Les deficients mesures de seguretat, amb personal del museu resident en ell i muntanyes de llenya emmagatzemades per a les estufes, van provocar l'alarma d'alguns entesos. És cèlebre l'article de Mariano de Cavia, que informava d'un (fictici) incendi que havia arrasat el Prado.
Durant la Guerra Civil espanyola algunes de les seves obres mestres van ser evacuades per qüestions de seguretat. Es va crear un equip de salvament gestionat per Jaques Jaujard amb el suport, entre d'altres, dels grans museus del món, el Louvre, la Tate Gallery i el Metropolitan Museum.
Els madrilenys es van acostar al lloc alarmats, i la falsa notícia va ajudar a l'adopció d'algunes millores d'urgència. Tot i diverses ampliacions d'abast menor, el Prado sofria limitacions d'espai, més greus a partir dels anys 60, quan el boom turístic va disparar el nombre de visitants. A poc a poc, la pinacoteca es va adaptar a les noves exigències tècniques; el sistema de filtratge i control de l'aire es va instal·lar en els anys 80, coincidint amb la restauració de moltes pintures de Velázquez. La teulada, construïda amb materials dispars i mitjançant successives reparacions, va sofrir ocasionals goteres i no seria renovada fins als anys 90.

## L'edifici actual

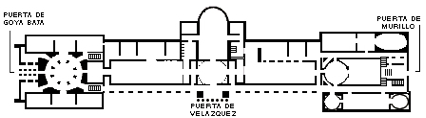
Planta del Museu del Prado.

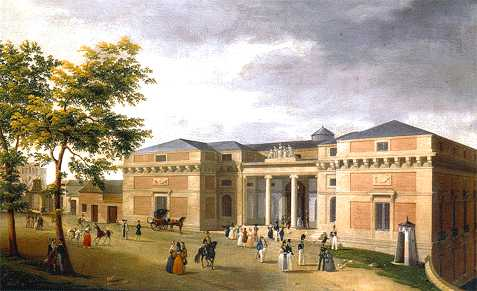
Vista original de la façana nord del Museu del Prado (Entrada al Real Museu pel costat de San Jerónimo, de Fernando Brambila).

L'edifici actual està format per un cos central al qual flanquegen unes galeries allargades que acaben en uns pavellons quadrats en l'interior dels quals s'acullen les rotondes. El cos central sobresurt amb una construcció que té sis columnes d'ordre toscà, un entaulament, una cornisa i un àtic que ho remata. En la seva cara posterior, acaba en forma semicircular o absidal, de tal manera que el seu plànol adopta forma basilical.
Originàriament, aquesta estada abastava les dues plantes d'altura, i a finals del XIX es va dividir en dos pisos. L'inferior era la sala de juntes, fins a la seva recent conversió en rebedor. La planta superior és l'actual sala 12, presidida per Las Meninas. Les dues galeries laterals tenen dues plantes en altura. La inferior amb uns ventanals profunds i allargats que acaben en un arc de mig punt i la superior amb una galeria de columnes jòniques.

### Façana Nord
La façana nord té un pòrtic amb columnes jòniques i sobre elles un empostissat. Aquesta façana correspon a la segona planta de l'edifici. Quan es va construir l'edifici, la primera planta quedava, per aquest costat, sota el nivell del terreny, que per aquella època baixava en un petit pendent fins al passeig del Prado, fins que més tard es va desmuntar aquest desnivell fins a posar-lo a la mateixa altura que el sòl real del monument. Va caldre construir una escalinata per al seu accés (1882).

### Façana Sud
La façana sud (que dona a la plaça de Murillo, davant del Jardí Botànic) té una obertura amb arc de llinda, d'accés a l'interior, i una lògia o galeria amb sis columnes d'ordre corinti sobre les quals es dona suport un empostissat. L'interior de l'edifici hi ha voltes en les seves sales centrals. En la part nord hi ha una rotonda amb vuit columnes jòniques.

### Els voltants
A la façana que dona al Passeig del Prado, es troba la Porta de Velázquez, amb un frontal d'ordre dòric que incorpora el relleu de l'àtic, i les estàtues i medallons al·legòrics al rei Ferran VII com protector de les ciències, les arts i la tècnica. Enfront d'aquesta porta està situada l'estàtua de Velázquez, obra de l'escultor Aniceto Marines. El pedestal és de Vicente Lampérez.
Té una dedicatòria: Als artistes espanyols, per iniciativa del Círculo de Bellas Artes, 1899. Aquest monument es va inaugurar el dia 14 de juny d'aquest mateix any amb la presència de la Reina i d'Alfons XIII. Va ser una cerimònia molt emotiva en la qual es va retre homenatge i reconeixement al gran pintor Velázquez i a la pintura espanyola.
A més dels reis van acudir a l'acte: 
- Com delegats de França, els pintors Jean Paul Laurens i Carolus Durand. Van dipositar corones amb cintes que duien els colors francesos i en les quals podia llegir-se: Au grand Velázquez, les peintres français.
- Els ambaixadors d'Alemanya i Àustria.
- Mr. Poyter, director de la Royal Academy of Arts i National Gallery de Londres
- Mariano Benlliure, en nom dels artistes de Roma.
- Representació de l'Acadèmia de Belles Arts (Real Academia de Bellas Artes de Santa Isabel de Hungría) i de l'Ajuntament de Sevilla.
- Associació d'Escriptors i Artistes.
- Escola de Belles Arts de Barcelona, Madrid i Valladolid.
- Societat d'Arquitectura, Ajuntament, Diputació i Cercle de Belles Arts de Madrid.

### Reformes
Entre les reformes més importants, per ordre cronològic, cal citar la de Narcís Pascual i Colomer, que va dissenyar la basílica i l'absis del cos central (1853); la de Francisco Jareño, que desmunta la costa per la qual s'accedia a la façana nord i crea una escala monumental, obrint finestres en la part baixa (1882 i 1885); el 1927, Fernando Arbós va construir dos pavellons en la part posterior de l'edifici; cap a la meitat del segle es va portar a terme la reforma de Pedro de Muguruza, amb una remodelació de la galeria central i una nova escala per a la façana nord (que va tenir bastants crítiques, ja que va destruir l'escala ideada per Jareño), amb la intenció de donar més llum a la zona de la cripta; Chueca Goitia i Lorente van realitzar al seu torn ampliacions en les sales (1956 i 1967). La incorporació del Casón del Buen Retiro, per a albergar les col·leccions de pintura dels segles XIX i XX, es va decidir el 1971.
Actualment, i seguint el projecte de Rafael Moneo, s'ha culminat l'ampliació del Museu. Aquesta ampliació no ha suposat canvis substancials per a l'Edifici Villanueva, centrant-se en una ampliació cap al claustre de San Jerónimo el Real de manera que el museu compti amb una superfície nova per a activitats complementàries. L'ampliació es va presentar el 27 d'abril de 2007 si bé la inauguració oficial es va fer el 30 d'octubre de 2007, amb una àmplia selecció de pintura espanyola del segle xix, que havia quedat emmagatzemada uns deu anys.

## Col·leccions del Museu

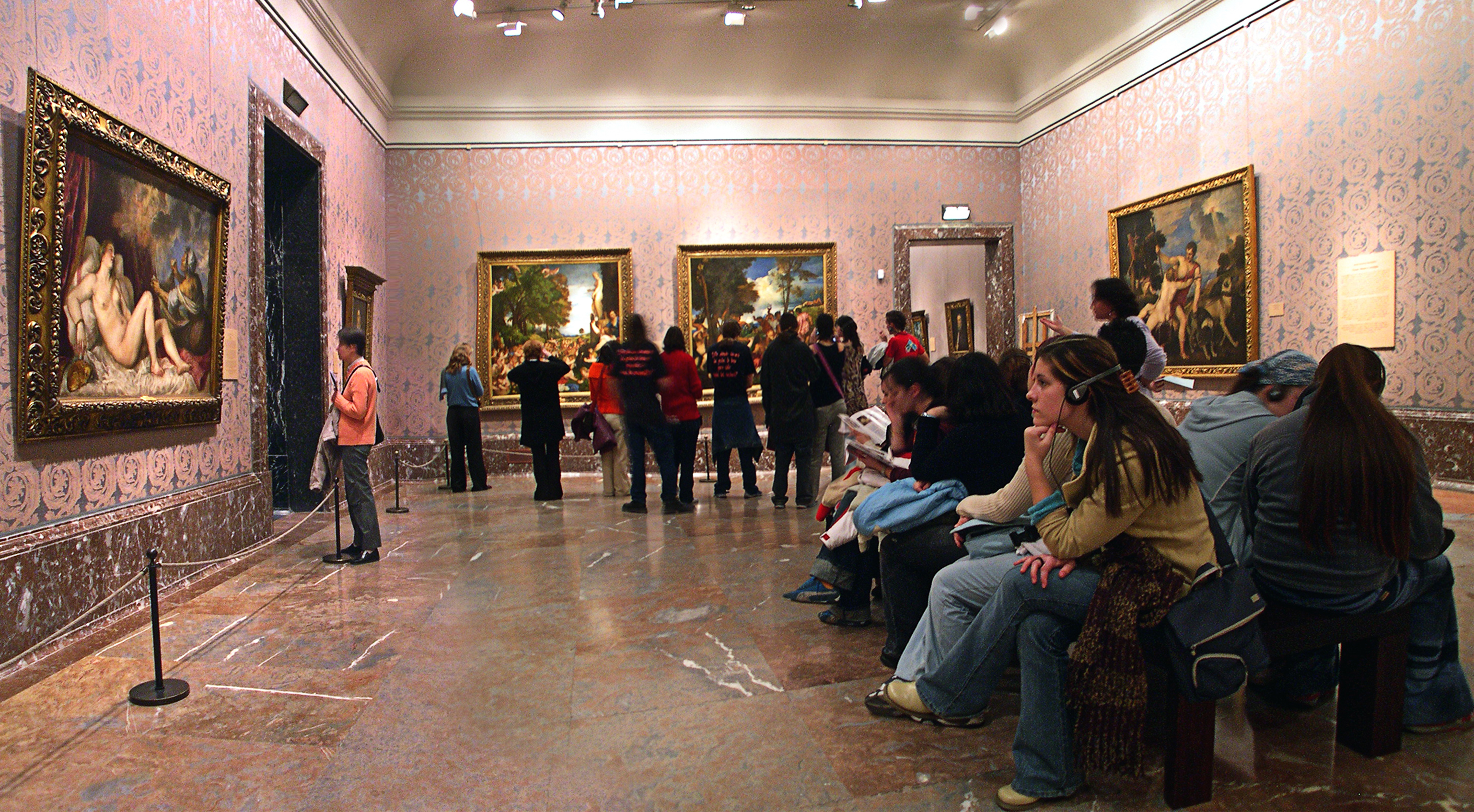
La sala de Tiziano.

- Pintura espanyola. Amb gran diferència, la major col·lecció del món. Cronològicament abasta des de murals romànics del segle xii fins a Goya (segles XVIII-xix), incloent pintura medieval, amb Bartolomé Bermejo i Berruguete, renaixentista, amb autors com Pedro Machuca i Joan de Joanes, manierista amb el protagonisme absolut de El Greco, i barroca amb Zurbarán, Ribera, Murillo i Velázquez. Només les col·leccions d'aquests quatre autors sumen 200 pintures. Del segle xviii, destaquen a part de Goya els bodegons de Luis Meléndez i la variada col·lecció de Luis Paret, considerat el millor pintor espanyol d'estil rococó. Actualment es treballa en la posada en valor de la pintura espanyola del segle xix posterior a Goya, que inclou riquíssims fons des del Neoclassicisme fins a Marià Fortuny i Sorolla. Entre les últimes novetats de la col·lecció espanyola, destaquen les compres de "La condesa de Chinchón" de Goya, "El barber del Papa" de Velázquez i la Col·lecció Naseiro de bodegons, que ha cobert múltiples llacunes dins de tal temàtica.

- Pintura italiana. Des del primer Renaixement, amb uns pocs exemples de Fra Angelico, Giovanni dal Ponte, Mantegna, Antonello da Messina i Botticelli, fins al segle xviii (Tiepolo i Corrado Giaquinto). També, 8 obres de Rafael i el seu taller, obres mestres de Correggio, Bronzino, Andrea del Sarto, Sebastiano del Piombo, Annibale Carracci, Caravaggio, Guido Reni, Luca Giordano… i la major col·lecció mundial de l'escola veneciana (Tiziano, Tintoretto, Veronès i Bassano).

- Pintura flamenca i holandesa. Primitius flamencs (Van der Weyden, Dirk Bouts, Hans Memling) i El Bosch. Igualment excel·lents són les pintures de Patinir, "La Dansa de la Mort" de Pieter Brueghel i diverses de Quentin Metsys i Coecke. Pintura flamenca del segle XVII: una enorme col·lecció de Rubens, més de 25 quadres de van Dyck, diversos de Jacob Jordaens, incloent el seu Autorretrat amb la seva família, i la sèrie de "Els Quatre Sentits" de Brueghel. És una de les millors col·leccions flamenques del món, només comparable amb la del museu de Viena. La pintura holandesa del XVII té una presència molt més curta, encara que inclou "La reina Artemisa" de Rembrandt i exemples de Gabriel Metsu, Adriaen van Ostade i Philips Wouwermans.

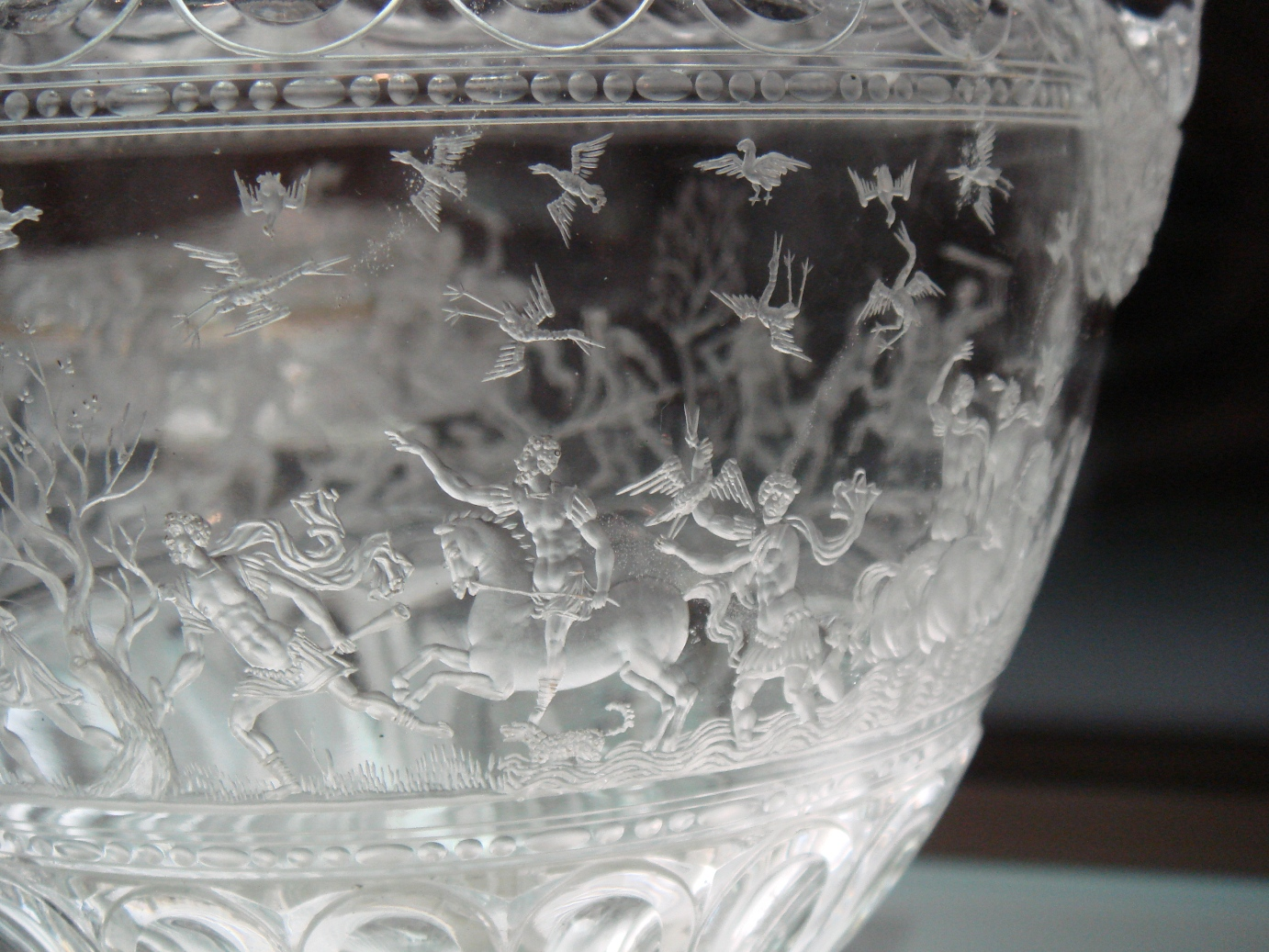
Got de la Montería (detall), una de les millors peces del Tresor del Delfí

- Pintura francesa. Tot just hi ha exemples anteriors a 1600, encara que els segles xvii i XVIII compten amb obres magistrals de Poussin, com "El Triomf de David" i "El Parnàs". Claudi de Lorena compte amb diversos paisatges magistrals. El tenebrisme compte amb exemples cridaners de Georges de La Tour i Valentin de Boulogne. Retratistes dels borbons espanyols, com Ranc i Van Loo, tenen presència al costat de mestres rococós com Watteau i François Boucher.

- Pintura alemanya. Reduïda en nombre, però de gran qualitat. Quatre de les obres mestres d'Albrecht Dürer, entre elles el seu "Autoretrat" de 1498 i la parella de taules d'Adam i Eva, així com una Verge i dues curioses escenes de cacera de Lucas Cranach, dues al·legories molt importants de Hans Baldung Grien i, ja del segle xviii, un ric grup de retrats d'Anton Raphael Mengs.

- Escultura. Escultura grega i romana, també del segle xvi i posterior. Destaquen les Muses que van pertànyer a Cristina de Suècia, i que després de l'última ampliació se situaran al rebedor oval, sota la sala de Les Menines.

- Arts decoratives. El Tresor del Delfí, valuosa col·lecció d'orfebreria i gemmes tallades.

- Dibuixos i estampes. Sobresurt la col·lecció de dibuixos de Goya, la més àmplia del món.

## Pintors i obres més importants del Museu
Pintura espanyola
- Frescos de Sant Baudeli de Berlanga i de Santa Creu de Maderuelo
- Jaume Serra: Retaules de Sant Joan Baptista i de la Magdalena
- Bartolomé Bermejo: Sant Domènec de Sils
- Fernando Gallego: La Pietat amb donants, Crist beneint
- Juan de Flandes: La Crucifixió
- Pedro Berruguete: Acte de Fe presidit per Sant Domènec de Guzman
- Paolo de San Leocadio:  Verge del cavaller de Montesa

- Fernando Yañez de la Almedina: Santa Caterina
- Joan de Joanes: L'últim sopar
- Luis de Morales: Mare de Déu amb el Nen
- Alonso Sánchez Coello
- Juan Pantoja de la Cruz
- El Greco: El cavaller amb la mà al pit, L'Anunciació, La Trinitat, Fugida a Egipte, la Resurrecció, la Crucifixió
- Juan Sánchez Cotán: Natura morta de caça, hortalisses i fruites
- Juan van der Hamen
- Francisco Herrera, el Vell
- Juan Bautista Maíno
- Francesc Ribalta
- Josep de Ribera: El martiri de Sant Felip i Sant Andreu Apòstol, El somni de Jacob
- Diego Velázquez: L'adoració dels Mags, María d'Àustria, La família de Felip IV o "las Meninas", La coronació de la Mare de Déu, La forja de Vulcà, El triomf de Bacus o "los borrachos", La rendició de Breda o "las lanzas", La fàbula d'Aracne o "las Hilanderas"
- Francisco de Zurbarán
- Alonso Cano
- Claudio Coello
- Juan Carreño de Miranda
- Juan de Valdés Leal
- Bartolomé Esteban Murillo: El somni del patrici, El martiri de Sant Andreu, Immaculada Concepció, coneguda com "de Soult" i Eliècer i Rebeca

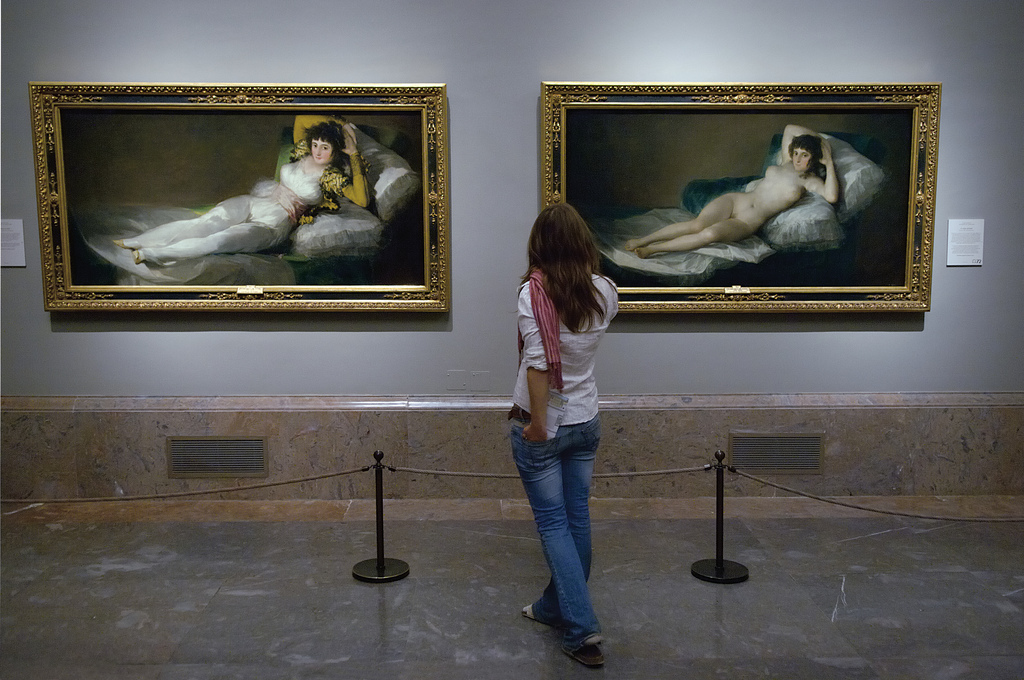
Les majas vestida i nua, de Goya.

- Goya: Caçador al costat d'una font, L'estel, La nevada, La verema o La tardor (1786-87), Renyina en la Fonda del Gall, La comtessa de Chinchón, El 2 de maig de 1808 a Madrid: la càrrega dels mamelucos, El 3 de maig de 1808 a Madrid: els afusellaments a la muntanya del Príncep Pío, "La maja desnuda", "La maja vestida", La família de Carles IV
- Luis Meléndez
- Vicente López
- Federico de Madrazo
- Eduardo Rosales
- Francisco Pradilla
- Antonio María Esquivel
- Carlos de Haes
- Marià Fortuny
- Joaquim Sorolla

Pintura italiana
- Fra Angelico: L'Anunciació
- Andrea Mantegna: El trànsit de la Verge
- Sandro Botticelli: Escenes de la Història del Nastagio degli Onesti (I,II,III)
- Giambattista Pittoni: La Virgen con el Niño y santos
- Antonello da Messina: Crist mort sostingut per un àngel
- Rafael: El cardenal, La Sagrada Família de l'Anyell, La Verge del Peix
- Tiziano: L'emperador Carles V, a cavall, a Mühlberg, La Bacanal de Venus, Ofrena a Venus, Dànae rebent la pluja d'or, Venus i Adonis i l'Autoretrat
- Paolo Veronese: Venus i Adonis, Moisès salvat de les aigües, i Jesús entre els doctors
- Il Tintoretto: El Lavatori
- Correggio: Noli mi tangere
- Andrea del Sarto: Mare de Déu amb el Nen entre Sant Mateu i un àngel
- Parmigianino
- Sebastiano del Piombo

- Caravaggio: David vencedor de Goliat
- Orazio Gentileschi:  Moisès salvat de les aigües
- Annibale Carracci:  Venus, Adonis i Cupíd
- Guido Reni:  Hipomenes y Atalanta, San Sebastià
- Guercino:  Sussana i els vells, Sant Pere alliberat per un àngel
- Luca Giordano: Rubens pintant l'Al·legoria de la Pau, Carles II a cavall
- Giambattista Tiepolo: Immaculada Concepció

Pintura flamenca
- Jan Van Eyck (escola de): La Font de la Gràcia
- Robert Campin: Sant Joan Baptista i el mestre franciscà Enrique de Werl, Santa Bàrbara
- Rogier van der Weyden: El davallament de la Creu, La Verge amb el Nen
- Dirk Bouts: Tríptic de la vida de Crist
- Hans Memling: L'Adoració dels Reis
- Gerard David: Descans en la fugida a Egipte
- Hieronymus Bosch: El jardí de les delícies, L'Adoració dels Mags, L'extracció de la pedra de la locura, Al·legoria del carro de fenc
- Joachim Patinir: El descans en la fugida a Egipte, Paisatge amb Sant Jeroni, El pas de la llacuna Estígia
- Quentin Matsys: Ecce Homo
- Pieter Brueghel el Vell: El triomf de la mort
- Jan Gossaert: Crist entre la Verge i Sant Joan
- Antonio Moro: María Tudor, El bufó Pejerón

- Pieter Paul Rubens: El jardí de l'amor, Dansa d'aldeans, Les tres Gràcies, Maria de Mèdici, El judici de Paris, El Duc de Lerma, l'Adoració dels Mags
- Anton van Dyck: Sir Endymion Porter i Anton van Dyck, El pintor Martin Ryckaert, Mary Ruthven (Lady van Dyck), La serp de metall, La coronació d'espines
- Brueghel de Velours: Les sèries dels cinc sentits,
- Jacob Jordaens: Retrat de família, Les noces de Tetis i Peleu
- David Teniers el Jove: L'arxiduc Leopold Guillem a la seva galería de pintures a Brussel·les

Pintura francesa
- Nicolas Poussin:  El Parnàs, El Triomf de David
- Claude Lorrain:  L'embarcament de Santa Paula Romana a Ostia, Paisatge amb Moisès salvat de les aigües del Nil
- Georges de La Tour: Cec tocant la zamfònia, Sant Jerònim llegint una carta
- Simon Vouet: El Temps vençut per l'Esperança, l'Amor i la Bellesa
- Hyacinthe Rigaud: Lluís XIV
- Louis-Michel Van Loo: La família de Felip V
- Antoine Watteau: Festa a un parc, Capitulacions de casament

Pintura alemanya
- Albert Durer: Autoretrat, Adam, Eva, Retrat de desconegut
- Hans Baldung Grien:  L'Harmonia o les Tres Gràcies, Les Edats i la Mort
- Lucas Cranach el Vell:  Cacera en honor de Carles V en el castell de Torgau, Cacera en honor de Ferran I, Rei de Romans, al castell de Torgau
- Anton Raphael Mengs: Carles III

Pintura holandesa
- Rembrandt: Àrtemis
- Pieter Claesz: Natura Morta
- Gerard ter Borch: Petronella de Waert
- Gabriel Metsu: Gall mort

## Curiositats
- És el museu del món amb més obres de Goya (unes 120 pintures, incloent gairebé tots els seus cartrons per a tapissos), Tiziano (unes 30), juntament amb importants sèries de Tintoretto i El Veronès, El Greco, Patinir (diverses de les seves obres mestres, de la seva cortísima producció), Rubens (al voltant de 80 obres, algunes pintades a duo amb altres artistes), Velázquez (unes 45 pintures, de les tot just 100 catalogades)

- Al museu es troba el quadre anomenat La Glòria pintada per Ticià per Carles I, que al costat del retrat de l'Emperadriu li acompanyarien en el seu retir del monestir de Yuste a Càceres.

- Es guarda també el Retrat ecuestre de la reina Margarita del pintor Bartolomé González, mostrant dos de les joies més famoses del Joier de la Corona d'Espanya: la perla anomenada Pelegrina (actualment en poder d'Elizabeth Taylor) i el diamant l'Estany, trobat en terra de Madrid i tallat per Jacome Trezzo.

- Es troben així mateix les pintures amb què Goya va decorar la seva finca de Madrid anomenada "La Quinta del Sordo". Adquirida la propietat pel baró Emil d'Erlanger, va ordenar el seu trasllat, després de presentar-les a París, al no despertar l'interès del Museu del Louvre, va decidir llegar-les al Prado.

- En els seus inicis, el museu obria tot just dos o tres dies a la setmana, i tancava sempre que plovia, se suposa que per a evitar massificacions i brutícia. D'altra banda, durant molt temps les sales no estaven degudament pavimentades, i la pols havia d'eliminar-se regant el sòl amb aigua.

- El popular actor Tony Leblanc presumia d'haver nascut en el museu, ja que el seu pare hi treballava en aquella època, i alguns empleats tenien els habitatges a l'interior del recinte.